# Lychas inexpectatus
Espèce
Lychas inexpectatus est une espèce de scorpions de la famille des Buthidae.

## Distribution
Cette espèce est endémique du Laos.

## Description
Le mâle holotype mesure 21,2 mm.

## Publication originale
- Lourenço, 2011 : « The "Ananteris group" (Scorpiones: Buthidae); suggested composition and possible links with other buthids. » Boletin de la Sociedad Entomológica Aragonesa, vol. 48, no 1, p. 105-113 (texte intégral).